# Unciola crenatipalma
Unciola crenatipalma är en kräftdjursart som först beskrevs av Charles Spence Bate 1862.  Unciola crenatipalma ingår i släktet Unciola och familjen Aoridae. Inga underarter finns listade i Catalogue of Life.